# Eleccions municipals de 2003 a Madrid
Les eleccions municipals de 2003 es van celebrar a Madrid el diumenge 25 de maig, d'acord amb el Reial Decret de convocatòria de eleccions locals a Espanya disposat el 31 de març de 2003 i publicat al Butlletí Oficial de l'Estat el dia 1 d'abril. Es van escollir els 55 regidors del ple de l'Ajuntament de Madrid.

## Resultats
La candidatura del Partit Popular, encapçalada per Alberto Ruiz-Gallardón va obtenir majoria absoluta (30 regidors). La candidatura del Partit Socialista Obrer Espanyol, encapçalada per Trinidad Jiménez va obtenir 31 regidors i la candidatura d'Esquerra Unida de la Comunitat de Madrid, encapçalada per Inés Sabanés, 4.
| Candidatura                                          | Candidatura                                          | Vots      | %                    | Regidors             |
| ---------------------------------------------------- | ---------------------------------------------------- | --------- | -------------------- | -------------------- |
|                                                      | Partit Popular (PP)                                  | 874.264   | 51,30                | 30                   |
|                                                      | Partit Socialista Obrer Espanyol (PSOE)              | 625.148   | 36,68                | 21                   |
|                                                      | Esquerra Unida de la Comunitat de Madrid (IU-CM)     | 123.015   | 7,22                 | 4                    |
| Els Verts (LV)                                       | Els Verts (LV)                                       | 26.448    | 1,55                 | 0                    |
| Els Verts-Comunitat de Madrid (LV-CM)                | Els Verts-Comunitat de Madrid (LV-CM)                | 9.944     | 0,58                 | 0                    |
| Esquerra Republicana (IR)                            | Esquerra Republicana (IR)                            | 3.553     | 0,21                 | 0                    |
| Partit Família i Vida (FyV)                          | Partit Família i Vida (FyV)                          | 3.094     | 0,18                 | 0                    |
| La Falange (FE)                                      | La Falange (FE)                                      | 2.174     | 0,13                 | 0                    |
| Centre Democràtic i Social (CDS)                     | Centre Democràtic i Social (CDS)                     | 2.136     | 0,13                 | 0                    |
| Falange Española Independiente (FEI)                 | Falange Española Independiente (FEI)                 | 1.113     | 0,07                 | 0                    |
| Partit Humanista (PH)                                | Partit Humanista (PH)                                | 1.022     | 0,06                 | 0                    |
| Partit Regional Independent Madrileny (PRIM)         | Partit Regional Independent Madrileny (PRIM)         | 903       | 0,05                 | 0                    |
| Terra Comunera-Partit Nacionalista Castellà (TC-PNC) | Terra Comunera-Partit Nacionalista Castellà (TC-PNC) | 820       | 0,05                 | 0                    |
| Otra Democracia Es Posible (ODEP)                    | Otra Democracia Es Posible (ODEP)                    | 810       | 0,05                 | 0                    |
| Partit Demòcrata Espanyol (PADE)                     | Partit Demòcrata Espanyol (PADE)                     | 801       | 0,05                 | 0                    |
| Falange Autèntica (FA)                               | Falange Autèntica (FA)                               | 635       | 0,04                 | 0                    |
| Immigrants amb Drets d'Igualtat i Obligacions (IDIO) | Immigrants amb Drets d'Igualtat i Obligacions (IDIO) | 479       | 0,03                 | 0                    |
| Federació Republicana (FR)                           | Federació Republicana (FR)                           | 478       | 0,03                 | 0                    |
| Vots en blanc                                        | Vots en blanc                                        | 27.304    | 1,60                 | n/a                  |
| Vots vàlids                                          | Vots vàlids                                          | 1.704.141 | 100,00               | 55                   |
| Vots nuls                                            | Vots nuls                                            | 7.472     | Participació: 68,90% | Participació: 68,90% |
| Votants                                              | Votants                                              | 1.711.613 | Participació: 68,90% | Participació: 68,90% |
| Electors                                             | Electors                                             | 2.484.328 | Participació: 68,90% | Participació: 68,90% |

## Regidors elegits
Relació de regidors proclamats electes:
| No. | Nom                                  | Llista | Llista |
| --- | ------------------------------------ | ------ | ------ |
| 1   | Alberto Ruiz-Gallardón Jiménez       |        | PP     |
| 2   | Trinidad Jiménez García-Herrera      |        | PSOE   |
| 3   | Pío García-Escudero Márquez          |        | PP     |
| 4   | Enrique Carlos Barón Crespo          |        | PSOE   |
| 5   | Ana María Botella Serrano            |        | PP     |
| 6   | Manuel Cobo Vega                     |        | PP     |
| 7   | Elena Arnedo Soriano                 |        | PSOE   |
| 8   | Alicia Moreno Espert                 |        | PP     |
| 9   | Óscar Iglesias Fernández             |        | PSOE   |
| 10  | María del Pilar Martínez López       |        | PP     |
| 11  | Noelia Martínez Espinosa             |        | PSOE   |
| 12  | Pedro Luis Calvo Poch                |        | PP     |
| 13  | Inés Sabanés Nadal                   |        | IU-CM  |
| 14  | María de la Paz González García      |        | PP     |
| 15  | Pedro Javier González Zerolo         |        | PSOE   |
| 16  | Eva Durán Ramos                      |        | PP     |
| 17  | Isabel María Villalonga Elviro       |        | PSOE   |
| 18  | Juan Bravo Rivera                    |        | PP     |
| 19  | Sigfrido Herráez Rodríguez           |        | PP     |
| 20  | Ignacio Díaz Plaza                   |        | PSOE   |
| 21  | Patricia Lázaro Martínez de Morentin |        | PP     |
| 22  | Marta María Rodríguez-Tarduchy Díez  |        | PSOE   |
| 23  | Elena González Moñux                 |        | PP     |
| 24  | Manuel García-Hierro Caraballo       |        | PSOE   |
| 25  | Manuel Troitiño Pelaz                |        | PP     |
| 26  | Justo Calcerrada Bravo               |        | IU-CM  |
| 27  | Paloma García Romero                 |        | PP     |
| 28  | Joaquín García Pontes                |        | PSOE   |
| 29  | José Manuel Berzal Andrade           |        | PP     |
| 30  | Rafael Merino López-Brea             |        | PSOE   |
| 31  | Ana María Román Martín               |        | PP     |
| 32  | María Begoña Larraínzar Zaballa      |        | PP     |
| 33  | María Teresa Hernández Rodríguez     |        | PSOE   |
| 34  | Luis Asúa Brunt                      |        | PP     |
| 35  | Félix Arias Goytre                   |        | PSOE   |
| 36  | Carmen Torralba González             |        | PP     |
| 37  | Ramón Silva Buenadicha               |        | PSOE   |
| 38  | María Nieves Sáez de Adana Oliver    |        | PP     |
| 39  | Concepción Denche Morón              |        | IU-CM  |
| 40  | Carlos Izquierdo Torres              |        | PP     |
| 41  | Miguel Conejero Melchor              |        | PSOE   |
| 42  | José Tomás Serrano Guío              |        | PP     |
| 43  | María Pilar Estébanez Estébanez      |        | PSOE   |
| 44  | María Dolores Navarro Ruiz           |        | PP     |
| 45  | Íñigo Henríquez de Luna Losada       |        | PP     |
| 46  | Rosa León Conde                      |        | PSOE   |
| 47  | José Enrique Núñez Guijarro          |        | PP     |
| 48  | Pedro Santín Fernández               |        | PSOE   |
| 49  | Sandra María de Lorite Buendía       |        | PP     |
| 50  | María Carmen Sánchez Carazo          |        | PSOE   |
| 51  | Ángel Garrido García                 |        | PP     |
| 52  | Julio Misiego Gascón                 |        | IU-CM  |
| 53  | María Fátima Inés Núñez Valentín     |        | PP     |
| 54  | José Manuel Rodríguez Martínez       |        | PSOE   |
| 55  | María Elena Sánchez Gallar           |        | PP     |